# Párizs közlekedése

Párizs és környezetének tömegközlekedési lehetőségei

Párizs Franciaország fővárosa, fontos közúti és vasúti csomópont.
A városon belüli közlekedésben nagy szerepe van a párizsi metrónak, és a várost átszelő RER vonalaknak. Villamos csak a külvárosokban jár. Kiterjedt autóbusz-hálózattal is rendelkezik.

## Repülőterek

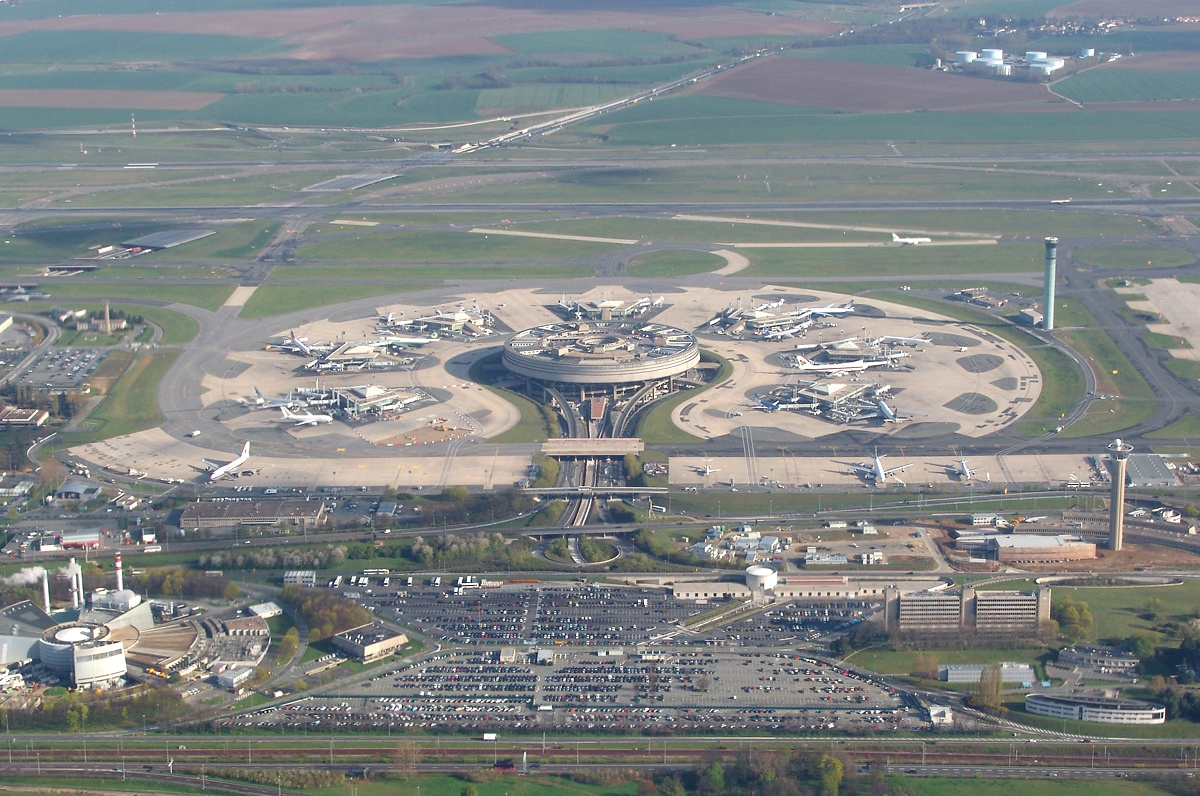
Párizs-Charles de Gaulle repülőtér

- Párizs-Charles de Gaulle repülőtér – a legnagyobb
- Párizs-Beauvais-Tilléi repülőtér – diszkont légitársaságok reptere
- Párizs–Orly repülőtér – a legközelebbi

## Vasútállomások
- Paris Gare de Bercy
- Paris Gare du Nord – a legnagyobb és legforgalmasabb
- Paris Gare Saint-Lazare
- Paris Gare d’Austerlitz
- Paris Gare de l’Est
- Paris Gare de Lyon
- Paris Gare Montparnasse

A város kiterjedt metróhálózata jó kapcsolatot biztosít a pályaudvarok között, így a legtöbbről elérhető az összes metróval, legfeljebb egy átszállással.

### Közlekedési kapcsolatok
| Állomások               | Paris Gare de Bercy | Paris Gare du Nord                                                                              | Paris Gare Saint-Lazare                                                                                             | Paris Gare d’Austerlitz | Paris Gare de l’Est                                                                     | Paris Gare de Lyon                                              | Paris Gare Montparnasse                                                          |
| ----------------------- | --- | ----------------------------------------------------------------------------------------------- | --- | --- | --------------------------------------------------------------------------------------- | --------------------------------------------------------------- | -------------------------------------------------------------------------------- |
| Paris Gare de Bercy     | - | a 4-es metróval Châtelet állomásig, majd onnan a 14-es metróval                                 | a 14-es metróval | a 24-es busszal (este és vasárnap nem közlekedik), ilyenkor RER C-vel Bibliothèque François Mitterand-ig, onnan a 14-es metróval | a 4-es metróval Châtelet állomásig, majd onnan a 14-es metróval                         | gyalogosan 5 perc sétával vagy a 14-es metróval                 | a 6-os metróval                                                                  |
| Paris Gare du Nord      | a 4-es metróval Châtelet állomásig, majd onnan a 14-es metróval                                                                  | -                                                                                               | A RER E vonalán | az 5-ös metróval | gyalogosan vagy a 4-es, 5-ös metróval                                                   | a 4-es metróval Châtelet állomásig, majd onnan a 14-es metróval | a 4-es metróval                                                                  |
| Paris Gare Saint-Lazare | a 14-es metróval | A RER E vonalán                                                                                 | - | a 14-es metróval majd gyalog | a 14-es metróval Gare de Lyon-ig, majd gyalog, vagy hétköznap napközben a 24-es busszal | a 14-es metróval                                                | a 13-as metróval                                                                 |
| Paris Gare d’Austerlitz | a 24-es busszal (este és vasárnap nem közlekedik), ilyenkor RER C-vel Bibliothèque François Mitterand-ig, onnan a 14-es metróval | az 5-ös metróval                                                                                | gyalog a Gare de Lyon-ig, majd a 14-es metróval, vagy hétköznap napközben a 24-es busszal                           | - | az 5-ös metróval                                                                        | gyalogosan                                                      | a 91-es busszal                                                                  |
| Paris Gare de l’Est     | a 4-es metróval Châtelet állomásig, majd onnan a 14-es metróval                                                                  | gyalogosan, vagy a 4-es, esetleg az 5-ös metróval                                               | a 4-es metróval Châtelet állomásig, majd onnan a 14-es metróval, vagy Magenta állomásig séta, onnan a RER E vonalán | az 5-ös metróval | -                                                                                       | a RER A vonalán majd a 4-es metróval                            | a 4-es metróval Montparnasse-Bienvenüe metróállomásáig, majd onnantól gyalogosan |
| Paris Gare de Lyon      | gyalogosan vagy a 14-es metróval                                                                                                 | A RER D vonalán                                                                                 | a 14-es metróval | gyalogosan | a 4-es metróval Châtelet állomásig, majd onnan a 14-es metróval                         | -                                                               | a 14-es metróval Bercy állomásig, majd onnan a 6-os metróval                     |
| Paris Gare Montparnasse | a 6-os metróval | a 4-es metróval vagy a 6-os metróval Denfert Rochereau állomásáig, onnan tovább a RER B vonalán | a 13-as metróval | a 91-es busszal | a 4-es metróval Montparnasse-Bienvenüe metróállomásig, majd onnan gyalogosan            | a 14-es és a 6-os metróval                                      | -                                                                                |

## Tömegközlekedés
A városon belüli tömegközlekedés alapvetően metrón történik, amely 16 vonalon jár, és behálózza a város minden pontját. A városi tömegközlekedést a világ legnagyobb tömegközlekedési cége, az RATP üzemelteti. A tömegközlekedés világszínvonalú.

### RER
Az RER (IPA: ɛʀøɛʀ, a francia Réseau Express Régional rövidítése, magyarul am. „regionális gyorsvasúthálózat”) az Île-de-France régióban, azaz Párizsban és az agglomerációjában működő gyorsvasút.

### Metró
A párizsi metró (franciául: Métro de Paris, kiejtése [metʁo d(ə) paʁi], vagy Métro parisien, francia kiejtése: [metʁo paʁizjɛ̃]), a Métropolitain (kiejtése [metʁɔpɔlitɛ̃]) rövidítése, egy gyorsvasúti rendszer, amely a franciaországi Párizs nagyvárosi területét szolgálja ki. A város szimbólumaként ismert, a főváros területén belüli sűrűségéről, egységes építészetéről és a szecesszió hatását mutató történelmi bejáratokról. A rendszer hossza 245,6 kilométer, többnyire föld alatt halad. 321 állomása van, amelyek közül 61-en lehet átszállni a vonalak között.. A metró tizenhat vonallal rendelkezik (további négy építés alatt áll), amelyek 1-től 14-ig vannak számozva, két vonal, a 3bis és a 7bis vonal pedig azért kapta ezt a nevet, mert korábban a 3-as, illetve a 7-es vonal részét képezték. Három vonal (1, 4 és 14) automatizált. A vonalak a térképeken számmal és színnel vannak jelölve, az irányt a végállomás jelzi. A metrót a Régie autonome des transports parisiens (RATP) üzemelteti, amely a RER hálózat egy részét, a villamosvonalakat és számos buszjáratot is üzemeltet.

### Villamos

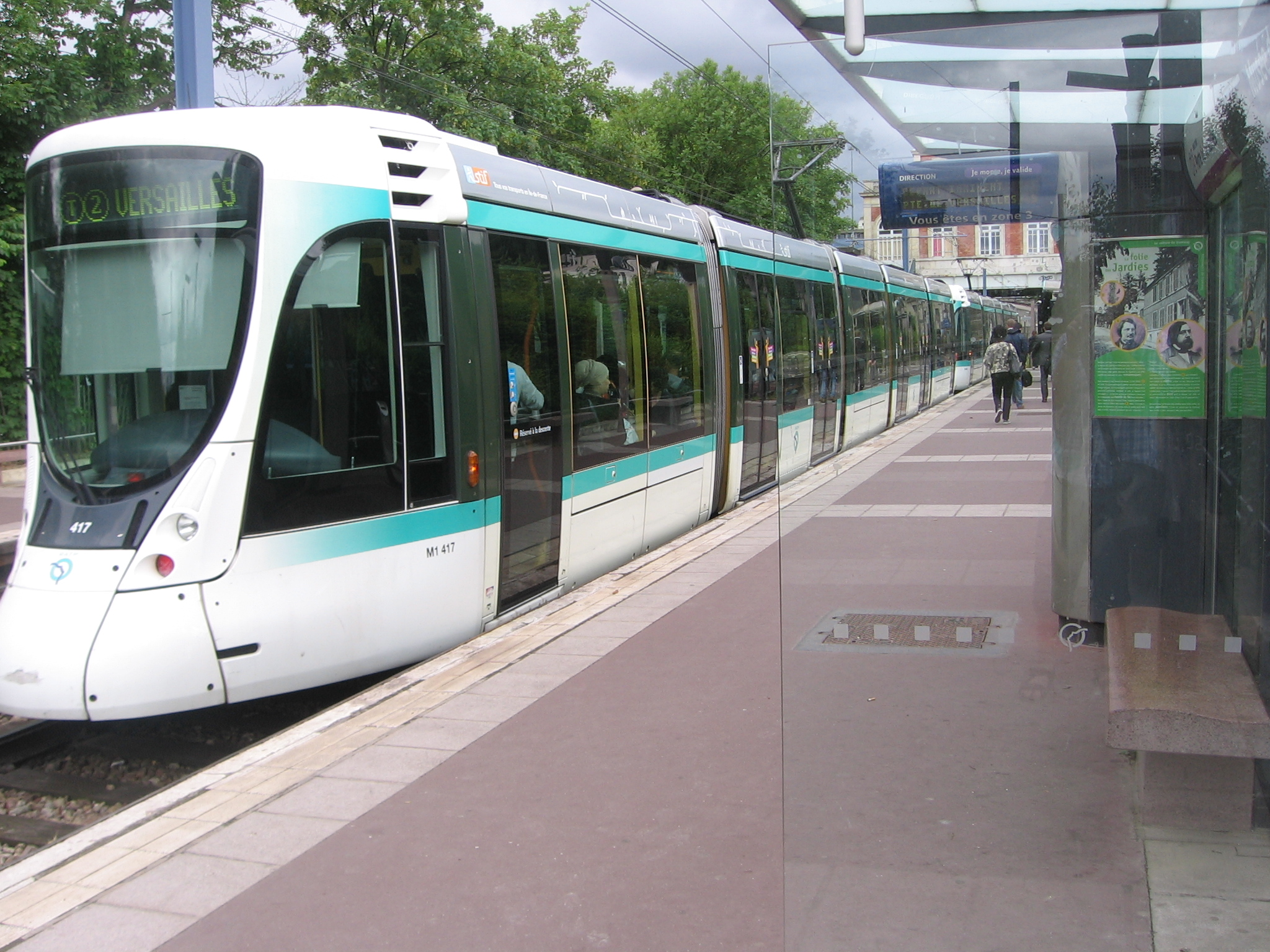
Párizsi villamos

Párizs külvárosaiban a villamos 1992-ben indult el ismét, jelenleg 11 vonala van és további kettő áll tervezés alatt. A legújabb 2021. április 10-én nyílt meg az utasok előtt.

### Autóbusz
Sok autóbusz is gazdagítja a város közlekedését, amelyek a főbb gócpontokat kötik össze legtöbbször igen kanyargós útvonalon.

### Tarifák
Párizst 5 külön zónára osztották. Az 1-es zóna a belváros, a 2-es zóna külvárosok, a 3-as és 4-es zóna az elővárosok, az 5-ös zóna az agglomeráció( itt található a két reptér Párizs–Orly repülőtér,Párizs-Charles de Gaulle repülőtér). Ha egy utazásra szeretnénk használni a RATP járatait, akkor a T+ jegyet érdemes vásárolni (ez 1,90€ amely kb. 700 Forint), ha viszont több ideig tartózkodnánk itt akkor van sok másik lehetőség. Ha egy napra szeretnénk igénybe venni ezeket a szolgáltatásokat akkor a navigo jour-t vegyük. Érdemes igénybe venni, a mellékelt táblázatban lévő árakkal kell számolni:
| Kombinációk | Zónák                 | Tarfis euróban |
| ----------- | --------------------- | -------------- |
| 2 zóna      | 1-2 / 2-3 / 4-3 / 4-5 | 7,50 €         |
| 3 zóna      | 1-3 / 2-4 / 3-5       | 10 €           |
| 4 zóna      | 1-4 / 2-5             | 12,40 €        |
| 5 zóna      | 1-5                   | 17,80 €        |

Ha 1-5 napig terjedő látogatást tenne Párizsban és a tömegközlekedést használna, akkor ezekkel az árakkal számoljon:
| Zónák                         | 1 nap      | 2 nap   | 3 nap   | 5 nap   |
| ----------------------------- | ---------- | ------- | ------- | ------- |
| 1-3 (felnőtt)                 | 12 €       | 19,50 € | 26,65 € | 38,35 € |
| 1-3 (gyermek 4-11 éves korig) | 6 €        | 9,75 €  | 13,30 € | 19,15 € |
| 1-5 (felnőtt)                 | 25,25 €    | 38,35 € | 53,75 € | 65,80 € |
| 1-5 (4-11 éves gyermek)       | 12,60 euró | 19,15 € | 26,85 € | 32,90 € |

Ha egy hétre tenne látogatást akkor a navigo semaninne-t érdemes igénybe venni, az árak a következők:
| Zónák             | Árak euróban |
| ----------------- | ------------ |
| Minden zóna (1-5) | 22,80 €      |
| 2-3               | 20,85 €      |
| 3-4               | 20,20 €      |
| 4-5               | 19,85 €      |

A Navigo Jour illetve a Navigo Semaine esetén +5 € a kártya, illetve képet is kell készíteni hozzá (a reptéren és egyes állomásokon van ilyen automata, egy kép kb. 5 €).
Bővebb információkért keressék fel a www.iledefrance-mobilites.fr oldalt.